# Bravo ragazzo (Nino D'Angelo)
Bravo ragazzo è un album in studio del cantautore italiano Nino D'Angelo, pubblicato nel 1992.

## Tracce
1. Poesia
2. Solitudine
3. Si tu nun esistisse
4. Bravo ragazzo
5. Non lasciarmi mai
6. Signora del quinto piano
7. Sott' 'o cielo 'e palermo
8. Mannaggia a tte ca t'è arrubbato 'o core
9. Un momento no
10. Mia cara città